# Rebreuviette
Rebreuviette és un municipi francès situat al departament del Pas de Calais i a la regió dels Alts de França. L'any 2007 tenia 258 habitants.

## Demografia

### Població
El 2007 la població de fet de Rebreuviette era de 258 persones. Hi havia 100 famílies de les quals 24 eren unipersonals (8 homes vivint sols i 16 dones vivint soles), 36 parelles sense fills, 28 parelles amb fills i 12 famílies monoparentals amb fills.
La població ha evolucionat segons el següent gràfic:
Habitants censats

### Habitatges
El 2007 hi havia 140 habitatges, 99 eren l'habitatge principal de la família, 31 eren segones residències i 9 estaven desocupats. Tots els 131 habitatges eren cases. Dels 99 habitatges principals, 80 estaven ocupats pels seus propietaris, 18 estaven llogats i ocupats pels llogaters i 1 estava cedit a títol gratuït; 1 tenia dues cambres, 7 en tenien tres, 17 en tenien quatre i 74 en tenien cinc o més. 90 habitatges disposaven pel capbaix d'una plaça de pàrquing. A 49 habitatges hi havia un automòbil i a 40 n'hi havia dos o més.

### Piràmide de població
La piràmide de població per edats i sexe el 2009 era:
| Homes | Edats   | Dones |
| ----- | ------- | ----- |
| 0     | 95 o +  | 0     |
| 1     | 90 a 94 | 0     |
| 0     | 85 a 89 | 3     |
| 2     | 80 a 84 | 2     |
| 5     | 75 a 79 | 9     |
| 6     | 70 a 74 | 11    |
| 8     | 65 a 69 | 8     |
| 4     | 60 a 64 | 4     |
| 7     | 55 a 59 | 9     |
| 9     | 50 a 54 | 9     |
| 5     | 45 a 49 | 4     |
| 4     | 40 a 44 | 9     |
| 9     | 35 a 39 | 5     |
| 14    | 30 a 34 | 11    |
| 6     | 25 a 29 | 8     |
| 2     | 20 a 24 | 4     |
| 7     | 15 a 19 | 4     |
| 11    | 10 a 14 | 2     |
| 12    | 5 a 9   | 11    |
| 6     | 0 a 4   | 11    |

## Economia
El 2007 la població en edat de treballar era de 154 persones, 102 eren actives i 52 eren inactives. De les 102 persones actives 93 estaven ocupades (59 homes i 34 dones) i 9 estaven aturades (3 homes i 6 dones). De les 52 persones inactives 19 estaven jubilades, 11 estaven estudiant i 22 estaven classificades com a «altres inactius».

### Ingressos
El 2009 a Rebreuviette hi havia 99 unitats fiscals que integraven 274 persones, la mediana anual d'ingressos fiscals per persona era de 14.307 €.

### Activitats econòmiques
Dels 4 establiments que hi havia el 2007, 1 era d'una empresa extractiva, 1 d'una empresa de transport, 1 d'una empresa d'hostatgeria i restauració i 1 d'una empresa classificada com a «altres activitats de serveis».
Dels 2 establiments de servei als particulars que hi havia el 2009, 1 era un electricista i 1 restaurant.
L'any 2000 a Rebreuviette hi havia 12 explotacions agrícoles que ocupaven un total de 912 hectàrees.

## Equipaments sanitaris i escolars
El 2009 hi havia una escola elemental integrada dins d'un grup escolar amb les comunes properes formant una escola dispersa.

## Poblacions més properes
El següent diagrama mostra les poblacions més properes.